# José María Llanas Aguilaniedo
José María Llanas Aguilaniedo (Fonz, 1875-Huesca, 1921) fue un farmacéutico militar, escritor, periodista y crítico literario español.

## Vida
Nacido en la localidad oscense de Fonz el 8 de diciembre de 1875, cursó Farmacia en la Universidad de Barcelona, licenciándose en 1895, aunque también estudió allí tres años de Ciencias Exactas. Allí entró en contacto con el ambiente literario en torno a la revista L'Avenç, al que pertenecía autores como Santiago Rusiñol, Ricard Opisso o Carles Rahola Llorens, y la nueva literatura de Italia y Francia. Allí también comenzó a escribir para el Boletín Farmacéutico de Barcelona, siendo su primera contribución literaria.
Tras aprobar unas oposiciones, en 1896 se traslada a Sevilla para trabajar como farmacéutico militar. En Sevilla tomó interés en la criminalística, visitando el congreso antropológico criminalista de Ginebra (1897) y escribiendo diversas obras sobre el tema, El alcoholismo en Sevilla y El alcoholismo en Cádiz (inédito y desaparecido), que en parte presentó en el IX Congreso de Higiene y Demografía.
En Madrid a partir de principios del siglo XX, colabora con diversas revistas y periódicos, como Electra, La Lectura, La correspondencia de España, Revista Nueva y Juventud.
La primera obra de Llanas Aguilaniedo que tuvo un cierto renombre fue Alma contemporánea. Estudio de estética (1899), que teoriza sobre el arte de su tiempo y explica su teoría del «emotivismo». En 1901 publica junto con Bernaldo de Quirós La mala vida en Madrid, siguiendo el modelo de otros libros que se había publicado para Londres, París, Berlín y Roma. Todavía en Madrid escribió la novela modernista Del jardín del amor (1902) y publicó las traducciones de La Cortesana y El Coloquio de las Damas de Pedro Aretino. En 1903 se trasladó a Menorca, donde escribió Navegar pintoresco (1903) y Pityusa (1907).
Cuando en 1912 fue ascendido a farmacéutico primero en Melilla, había pasado como farmacéutico militar por Lérida, Sevilla, Granada, Cádiz, Mahón, Madrid y Santoña. A partir de ese momento comenzó a mostrar indicios de enfermedad mental, que no le abandonó hasta su muerte en 1921.

## Obra
- Alma contemporánea (1899)
- La mala vida en Madrid (1901)[4] (escrita con Constancio Bernaldo de Quirós)
- El jardín del amor (1902)
- Navegar pintoresco (1903)
- Pityusa (1907)